# مارک پرایر
مارک پرایر (به انگلیسی: Mark Pryor) (زادهٔ ۱۰ ژانویه ۱۹۶۳) سناتور ایالت آرکانزاس در سنای ایالات متحده آمریکا است که برای نخستین‌بار در ۳ ژانویه ۲۰۰۳ به‌عضویت این مجلس درآمد. وی در زمرهٔ سناتورهای گروه دوم است که به‌مدت ۴ سال در سنا حضور دارند و تا تاریخ ۳ ژانویه ۲۰۱۵ در این مجلس خواهد بود. پرایر در انتخابات سال ۲۰۱۴ با شکست در برابر تام کاتن نماینده مجلس نمایندگان آمریکا از انتخاب برای سومین دوره بازماند.